# Olvídame y pega la vuelta
«Olvídame y pega la vuelta» es una canción interpretada por el dueto argentino Pimpinela escrita por los integrantes del dúo: Lucía y Joaquín Galán.
Fue lanzada en Argentina en 1982 como sencillo del álbum “Pimpinela” (segunda producción discográfica del dúo).
Como sencillo también contó con el tema “Dímelo delante de ella” como cara B. Fue número uno en la lista de sencillos de España en junio de 1984.
La canción es ampliamente popular en Hispanoamérica, resalta de otras baladas de la época por ser una canción dialogada y de confrontación sentimental.

## Traducción a otros idiomas
- Portugués: Siga seu rumo.

- Inglés: Get out of my life, now!

- Italiano: Ti puoi scordare per sempre di me.

- Serbio: Ljubav po sebi je greh.

## Otros discos de Pimpinela
Debido a la popularidad de la canción, Lucía y Joaquín la han incluido en varias de sus producciones.
- 1991: Utilizada para un popurrí de éxitos incluido en el álbum Diez años después.

- 1993: Se incluyó su versión en portugués para la edición brasileña de  Hay amores que matan que en dicho país se llamó Só há un vencedor.

- 1994: Se usó una versión en vivo extraída de un concierto en el hipódromo de Madrid para el disco Nuestras 12 mejores canciones... en concierto!

- 1999: Se hizo una versión dance para el álbum Corazón gitano.

- 2001: Nuevamente se incluyó un audio en vivo para el disco doble  Gold, grandes éxitos.

- 2003: Se incluyó un video de la canción en la edición especial del álbum  Al modo nuestro.

- 2005: José Miguel Hernández hizo una versión en reguetón para el disco Donde están los hombres.

- 2008: En el DVD Diamante, 25 aniversario grabado desde el estadio Luna Park en Argentina incluye el tema en su versión reguetón.
- 2016: En el DVD "Son Todos Iguales"  grabado desde el estadio Luna Park en Argentina incluye el tema en su versión reguetón.

## Otras versiones
- Scarlata Bajo el título "Olvidame y date la vuelta" en el álbum Por que no puedo ser feliz de 1983.
- Alondra de 1983.
- "Siga seu rumo" de 1994.
- Ray Conniff en su disco Supersónico de 1984.
- Pignoise en el disco Esto no es un disco de punk de 2004.
- Teto Medina en su disco Tetomanía de 2007.
- Luna llena en el disco Homenaje a Pimpinela de 2009, que es cantada por Joaquín Galán y Andrea Santachika.
- Jennifer López para su segundo disco en español que salió a la venta en el 2017, la canta a dúo con Marc Anthony.

## Certificaciones
| País   | Organismo certificador | Certificación | Ventas certificadas | Ref.  |
| ------ | ---------------------- | ------------- | ------------------- | ----- |
| México | AMPROFON               | Oro           | 30 000              | [ 2 ] |